# Гейдлерсбург (Пенсільванія)
Гейдлерсбург (англ. Heidlersburg) — переписна місцевість (CDP) в США, в окрузі Адамс штату Пенсільванія. Населення — 509 осіб (2020).

## Географія
Гейдлерсбург розташований за координатами 39°57′2″ пн. ш. 77°8′58″ зх. д. / 39.95056° пн. ш. 77.14944° зх. д. (39.950420, -77.149382).  За даними Бюро перепису населення США в 2010 році переписна місцевість мала площу 2,80 км², уся площа — суходіл.

## Демографія
Згідно з переписом 2010 року, у переписній місцевості мешкало 707 осіб у 249 домогосподарствах у складі 191 родини. Густота населення становила 252 особи/км².  Було 261 помешкання (93/км²).
Расовий склад населення:
| - 91,5 % — білих - 0,4 % — корінних американців - 0,3 % — чорних або афроамериканців - 0,3 % — азіатів - 4,8 % — осіб інших рас |

До двох чи більше рас належало 2,7 %. Частка іспаномовних становила 12,2 % від усіх жителів.
За віковим діапазоном населення розподілялося таким чином: 26,0 % — особи молодші 18 років, 61,4 % — особи у віці 18—64 років, 12,6 % — особи у віці 65 років та старші. Медіана віку мешканця становила 36,8 року. На 100 осіб жіночої статі у переписній місцевості припадало 94,8 чоловіків;  на 100 жінок у віці від 18 років та старших — 93,0 чоловіків також старших 18 років.
Середній дохід на одне домашнє господарство  становив 57 804 долари США (медіана — 46 500), а середній дохід на одну сім'ю — 63 343 долари (медіана — 60 278). Медіана доходів становила 37 500 доларів для чоловіків та 55 000 доларів для жінок. За межею бідності перебувало 18,6 % осіб, у тому числі 24,7 % дітей у віці до 18 років та 38,2 % осіб у віці 65 років та старших.
Цивільне працевлаштоване населення становило 372 особи. Основні галузі зайнятості: освіта, охорона здоров'я та соціальна допомога — 26,9 %, виробництво — 24,5 %, роздрібна торгівля — 9,1 %, фінанси, страхування та нерухомість — 8,6 %.